# Orden & Caos
Orden & Caos es el tercer álbum de estudio de Alejandro Silva Power Cuarteto, publicado el año 2007. Grabado en 2006, el álbum estaba prácticamente listo en diciembre de ese año. Sin embargo, Alejandro Silva no estaba contento con algunos detalles, lo que no pudo arreglar debido al accidente que sufrió el martes 5 de diciembre de 2006, que le provocó una fractura en la mano izquierda, sin posibilidad de tocar la guitarra.
Al igual que en los discos anteriores, Alejandro Silva combina heavy metal, rock progresivo y funk. Destaca la canción «Respira» al incluir como vocalista a Francisco Rojas, ya que la banda era netamente instrumental, y el cover del himno nacional de Chile, «Metalhimno».

## Listado
Toda la música compuesta por Alejandro Silva Power Cuarteto, excepto donde se indique. 
| N.º   | Título                                           | Duración |  |
| 1.    | «Orden & Caos»                                   | 5:02     |  |
| 2.    | «4+»                                             | 4:26     |  |
| 3.    | «Jacobshavn»                                     | 5:12     |  |
| 4.    | «Marea solar»                                    | 5:17     |  |
| 5.    | «Retrievolución»                                 | 4:16     |  |
| 6.    | «Black Iron»                                     | 4:49     |  |
| 7.    | «Mantis A»                                       | 5:58     |  |
| 8.    | «Omicrón»                                        | 4:49     |  |
| 9.    | «Prostitución»                                   | 4:26     |  |
| 10.   | «Respira»                                        | 5:16     |  |
| 11.   | «El llamado»                                     | 1:23     |  |
| 12.   | «El reto»                                        | 3:30     |  |
| 13.   | «Purificación»                                   | 1:52     |  |
| 14.   | «Lo desconocido»                                 | 4:47     |  |
| 15.   | «Metalhimno» (cover del Himno nacional de Chile) | 1:46     |  |
| 62:49 |                                                  |          |  |

## Integrantes
- Alejandro Silva - guitarra
- Gonzalo Muga - batería
- Cistóbal Arriagada - guitarra
- Rodrigo García - bajo
- Miguel Pérez - bajo (en «Mantis A»)
- Francisco Rojas - voz (en «Respira»)